# 迪伦·范巴勒
迪伦·范巴勒（荷蘭語：Dylan van Baarle，1992年5月21日—），荷兰男子自行车运动员，2014年环英自行车赛总冠军、2019年先驱太阳报环赛总冠军、2021年世界公路自行车锦标赛男子公路赛银牌得主。